# Manjala spinosa
Manjala spinosa là một loài nhện trong họ Amaurobiidae.
Loài này thuộc chi Manjala. Manjala spinosa được Hugh Davies miêu tả năm 1990.